# Ломничанка
Ломничанка (пол. Łomniczanka (dopływ Popradu)) — гірська річка в Польщі, у Новосондецькому повіті Малопольського воєводства. Права притока Попрада, (басейн Балтійського моря).

## Опис
Довжина річки 9,78 км, найкоротша відстань між витоком і гирлом — 7,58  км, коефіцієнт звивистості річки — 1,25 . Формується притоками, безіменними струмками та частково каналізована.

## Розташування
Бере початок на південно-східних схилах гори Верх над Каменем (1082,9 м) на висоті 1040 м над рівнем моря на північно-західній околиці села Ломниці-Здруй. Тече переважно на південний захід і у селі Мнішек над Попрадом на висоті 380,1 м над рівнем моря впадає у річку Попрад, праву притоку Дунайця.

## Притоки
- Вапенник (ліва), Мала Ломничка (права).[1]

## Галерея

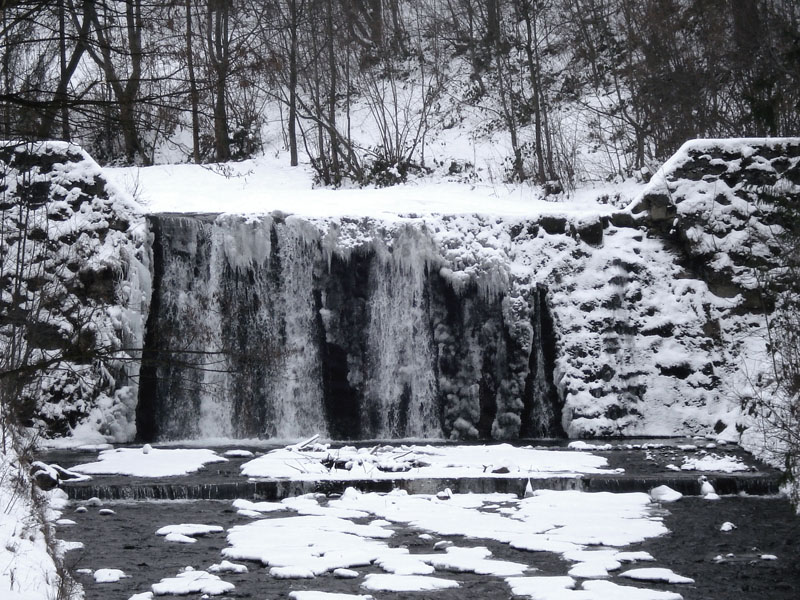
Штучний водоспад на Ломничанці взимку
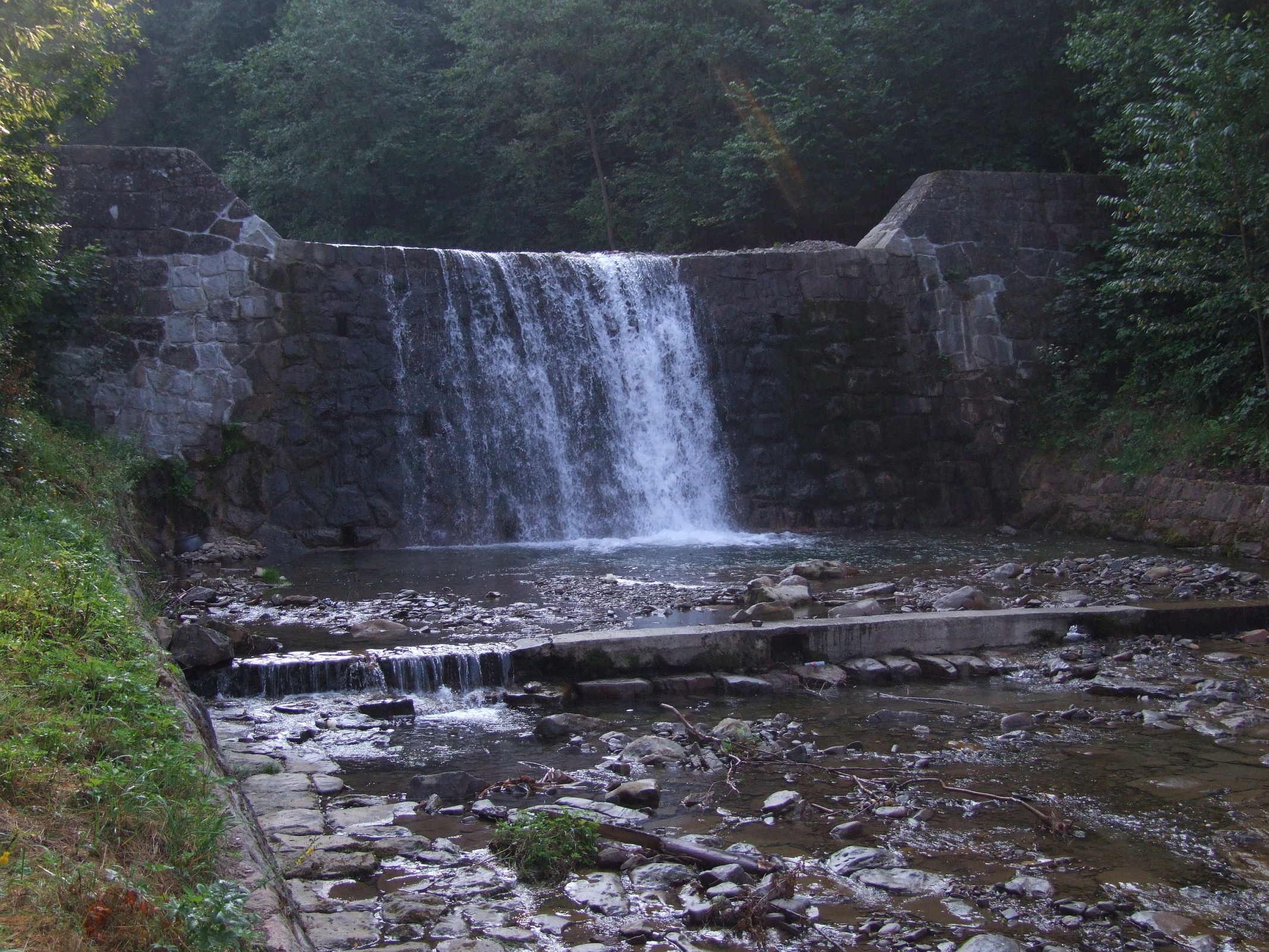
Дамба на Ломничанці у Ломниці-Здруй
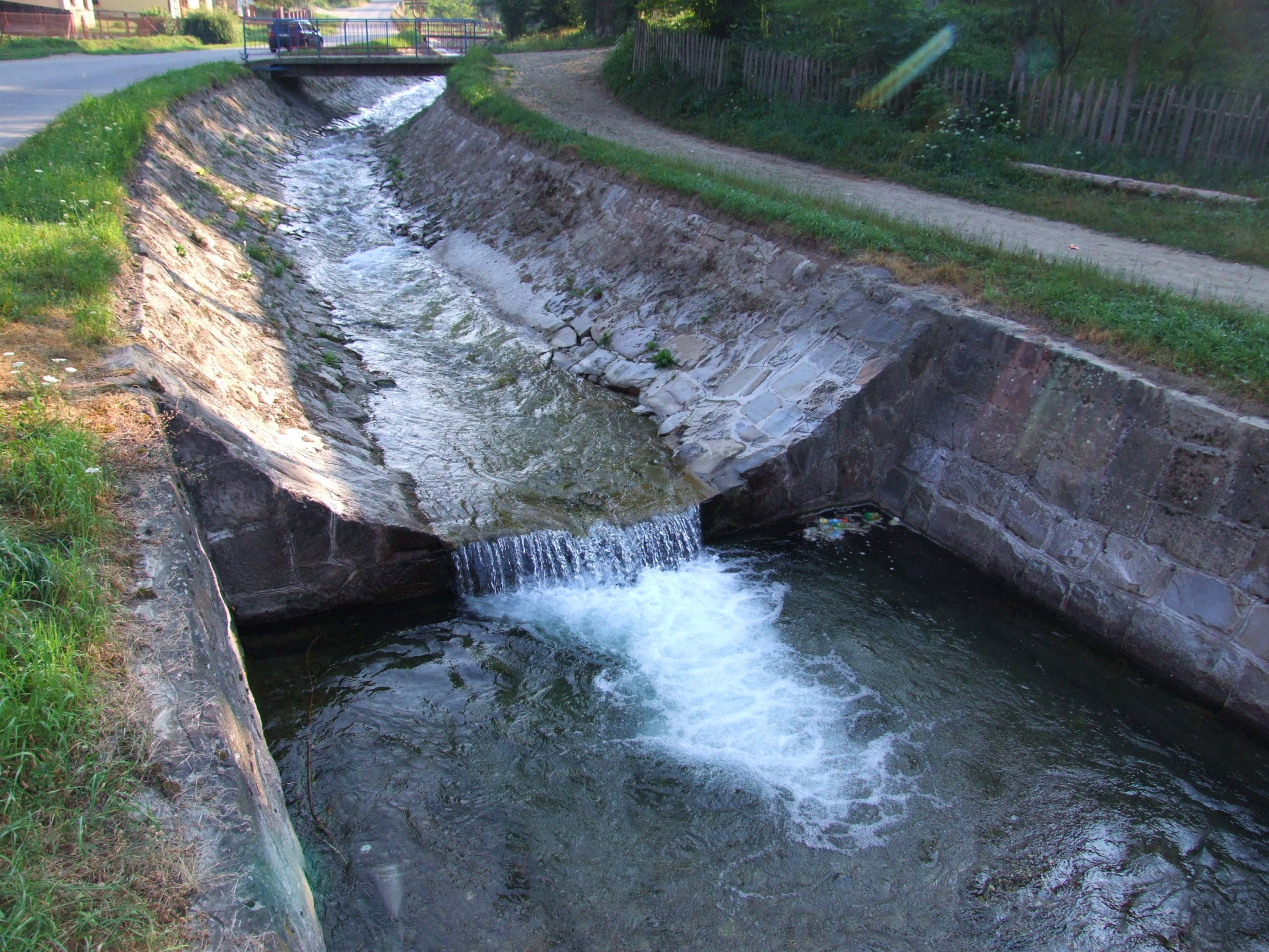
Річка Ломничанка